# Лановик Зоряна Богданівна
Зоряна Богданівна Лановик (нар. 11 квітня 1972, Тернопіль, УРСР) — українська філолого-літературознавиця, фольклористка, перекладачка, докторка філологічних наук (2007), професорка (2010). Міжнародна наукова премія імені Миколи Гоголя «Тріумф» (2014).
Сестра Мар'яни, дочка Богдана, онучка Дмитра Лановиків.

## Життєпис
Зоряна Лановик народилася 11 квітня 1972 року у місті Тернополі.
Закінчила філологічний факультет Тернопільського педагогічного інституту (1994). Працювала викладачкою філологічного факультету та факультету іноземних мов (1994—1997) Тернопільської академії народного господарства, перекладачкою й викладачкою Тернопільської біблійної семінарії (1998); асистенткою (1997—2003), доценткою (2003—2010) катедри історії української літератури, нині — професорка (2010) катедри теорії і методики української та світової літератури Тернопільського національного педагогічного університету імені Володимира Гнатюка.

## Доробок
Авторка монографій «Остап Тарнавський» (1998), «Семіотичні коди Біблії: від дискурсивних практик до теорії універсального символізму» (2003) , «Старозавітна поезія і література мудрості: теоретичні аспекти біблійної генології і поетики сакральних текстів» (2007), «Роль біблійної екзегези у формуванні національних літературних традицій» (2008), «Біблія в герменевтичному універсумі філологічної гуманітаристики і актуальні проблеми біблійної герменевтики» (Люблін, 2008) та інших.
Разом із сестрою є авторками праць із літературознавства, серед яких посібник «Українська народна словесність» (Л., 2000), підручник «Українська усна народна творчість» (К., 2001, 2003, 2005, 2006), посібник «Антична література» (Т., 2007); співавторка посібника «Історія української еміграції» (К., 1997), «Внесок української еміґрації в розвиток національної та світової культури» (2000) та інших.